# José Daniel Ortiz
José Daniel Ortiz (Maracaibo, Zulia, Venezuela 11 de enero de 1996), es un jugador profesional de paintball de Venezuela que ganó en el 2010 el Circuito Sudamericano de Paintball en Colombia con Wild Dogs y en el 2011 lo ganó en Venezuela con Wolf-Blood.

## Trayectoria
Actualmente es el jugador venezolano más joven que ha integrado un equipo ganador de un circuito profesional de paintball (14 años y 336 días) y es uno de los más jóvenes en integrar un equipo ganador de un Circuito Sudamericano de Paintball en la categoría Open, el más joven es Ricardo Roch (13 años y 256 días). En el 2010 su equipo fue galardonado como el Mejor Equipo Latinoamericano de paintball.
Después de que su equipo ganara el torneo empezó a jugar con Wolf-Blood en Venezuela, con este equipo ganó el Circuito Sudamericano de Paintball Venezuela 2011 al derrotar a Piratas de la Adrenalina.
En el 2011 Wild Dogs fue invitado con Los Angeles Ironmen al PSP Galveston para pruebas de reclutamiento pero no asitieron, además este equipo fue descalificado después de perder contra Dynasty en rondas finales. También fueron invitados al PSP World Cup Chicago al que ninguno de los postulantes asistió ya que coincidía con un encuentro de un Open colombiano. Después de tantas faltas Ironmen decidió eliminar el reclutamiento junto con otros jugadores que no poseían el nivel suficiente para pertenecer al equipo.
En el 2011 después de ganar el tercer puesto en el CCP Colombia con Wild Dogs DYE Precision ofreció patrocinar a Wild Dogs indefinidamente.

### Rankings
A lo largo de su carrera ha sido integrado los siguientes rankings:
- Se posicionó en el puesto #4 de la Liga Venezolana de Paintball con Wolf-Blood (2010)
- Se posicionó en el puesto #9 del Circuito Sudamericano de Paintball con Wild Dogs de Colombia (2010)[4]
- Se posicionó en el puesto #16 de la Liga Venezolana de Paintball con Wolf-Blood (2011)
- Se posicionó en el puesto #4 del Circuito Sudamericano de Paintball con Wild Dogs de Colombia (2011)[5]

## Títulos

### Nacionales
| Título                           | Equipo     | Lugar     | Año  |
| -------------------------------- | ---------- | --------- | ---- |
| Circuito Viper (agosto)          | Wolf-Blood | Venezuela | 2010 |
| Circuito Colombiano de Paintball | Wild Dogs  | Colombia  | 2010 |
| Liga VEP (diciembre)             | Wolf-Blood | Venezuela | 2010 |
| Norte de Santander Open          | Wild Dogs  | Colombia  | 2010 |
| Circuito Viper (diciembre)       | Wolf-Blood | Venezuela | 2011 |
| Circuito Colombiano de Paintball | Wild Dogs  | Colombia  | 2011 |

### Internacionales
| Título                             | Equipo     | Lugar     | Año  |
| ---------------------------------- | ---------- | --------- | ---- |
| Circuito de las Américas           | Wild Dogs  | Colombia  | 2010 |
| Circuito Sudamericano de Paintball | Wild Dogs  | Colombia  | 2010 |
| Circuito de las Américas           | Wild Dogs  | Colombia  | 2011 |
| Circuito Sudamericano de Paintball | Wolf-Blood | Venezuela | 2011 |
| Circuito de las Américas           | Wild Dogs  | Colombia  | 2012 |